# Solar do Paço Episcopal de Trevões
O Solar do Paço Episcopal de Trevões  localiza-se em Trevões, na freguesia de Trevões e Espinhosa, no município de São João da Pesqueira, distrito de Viseu, em Portugal.
O Paço Episcopal de Trevões que se ergue paralelamente à fachada norte da igreja matriz, pertenceu aos bispos de Lamego, que apresentavam o vigário e aqui residiam. Foi construído em 1777, a mando do bispo D. Manuel de Vasconcelos Pereira, que arrasou a anterior construção.
O Paço Episcopal de Trevões está classificado como Imóvel de Interesse Público desde 2009.

## Descrição
O actual edifício, com interior muito descaracterizado, apresenta duas fachadas nobres, decoradas por janelas de saial, rematadas por frontões curvos, impondo-se na fachada nascente o brasão, lavrado ao gosta rocaille, com as armas dos Pereiras e Vasconcelos, rematadas pelo chapéu e borlas episcopais. O óculo que se abre no estremo da fachada sul é tradicionalmente conhecido como "olho do bispo", porque só depois de verificar que o número de paroquianos era suficiente é que o bispo saía para celebrar a missa.

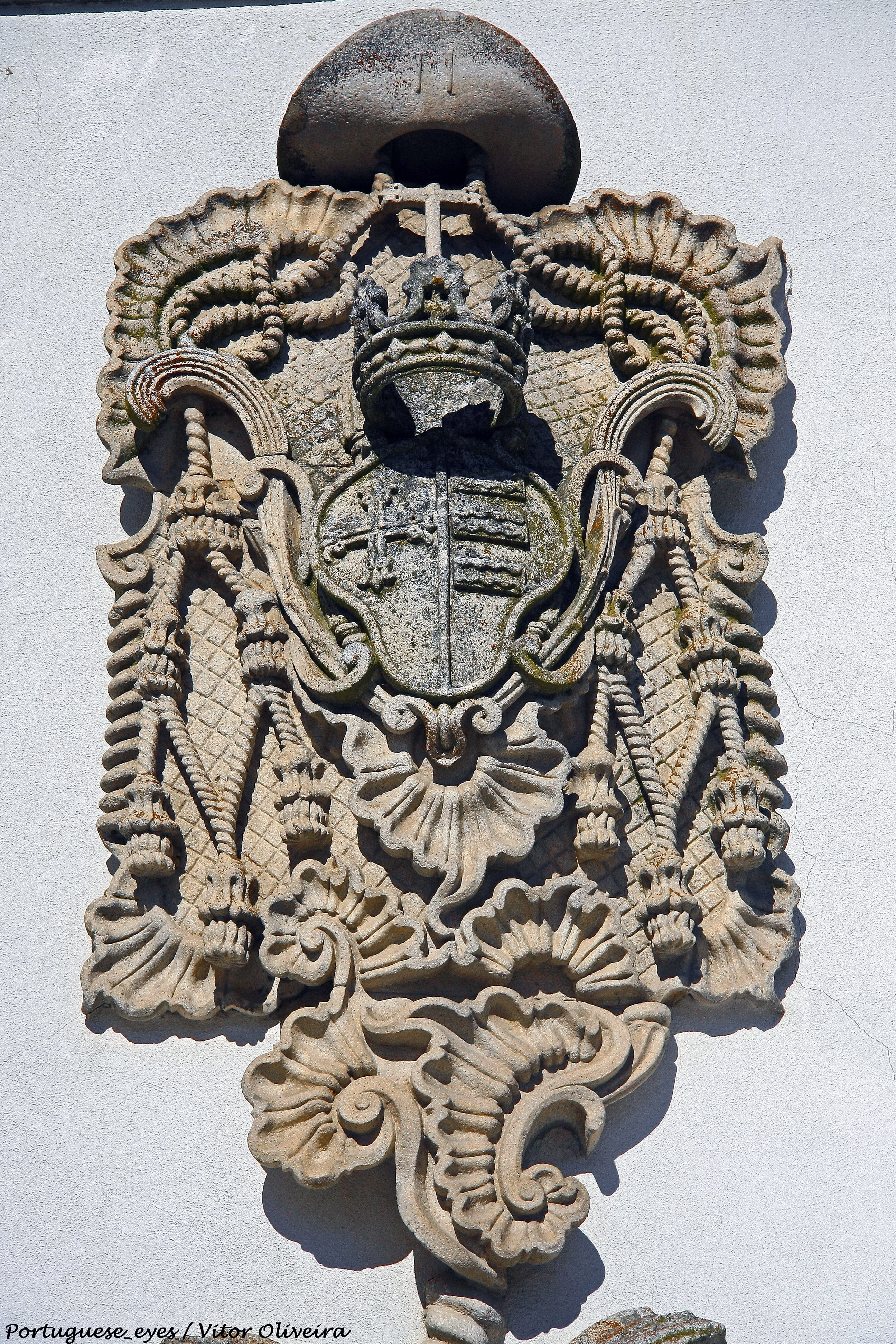
Brasão incrustado no Solar Episcopal de Trevões

## História
Após a nacionalização dos bens da Igreja no século XIX, a casa, juntamente com a quinta, foi vendida, em 1875, a José Pereira Loureiro, Visconde de Fragosela. Este vendeu a propriedade a Francisco Xavier de Melo, que a passou à família Oscar Magalhães. 
Atualmente pertence ao Prof. Dr. Eurico Figueiredo (antigo deputado e viticultor), prevendo-se o seu restauro com vista a integrar o Conjunto Turístico de Trevões.